# Coxicerberus singhalensis
Coxicerberus singhalensis is een pissebed uit de familie Microcerberidae. De wetenschappelijke naam van de soort is voor het eerst geldig gepubliceerd in 1970 door Enckell.